# Planeta troiano

Pontos de Lagrange, L_{4} e L_{5} representam as posições de troianos.

Um planeta troiano é um objeto hipotético de tamanho planetário que teria uma órbita compartilhada com outro planeta do qual seria troiano. Estes dois corpo compartilharia uma órbita sem chegar ultrapassar ou se chocar, uma vez que a condição de troiano mantém estável em um ponto da órbita do planeta principal a 60°, ou 300° (180° também seria coorbital sem ser um troiano), dependendo do ponto de Lagrange, onde se encontra.

## Características
Em astronomia, a configuração coorbital refere-se a dois ou mais objetos astronômicos (como asteroides, satélites natural ou planetas) que orbitam o mesmo, ou muito semelhante, a distância do seu objeto pai como os outros, isto é, que estão em uma ressonância orbital de 1:1. (Ou 1:-1, se um dos corpos tiver uma órbita retrógrada).
A descoberta de um par de exoplanetas coorbitando chegou a ser anunciado, mas, em seguida, foi declarada improcedente.
A condição de troiano faz com que um planeta terrestre possa estar na zona habitável de uma estrela que tem um gigante gasoso perto dela.
Há muitos tipos de objetos coorbitais, dependendo do seu ponto de calibração. Troianos são objetos que estão localizados nos pontos de Lagrange L4 e L5, respectivamente, em 60° e -60° (ou de 300°) do planeta. Outra classe é a órbita ferradura, no qual os objetos estão travando suas órbitas em torno de 180° do corpo maior. Objetos bloqueados ao redor de 0° são chamados de quasi-satélites.
Uma troca orbital ocorre quando dois objetos coorbitais são de massas semelhantes e, portanto, exercem uma influência significativa sobre o outro. Os objetos podem trocar os seus semieixos maiores ou excentricidades como eles se aproximam um do outro.

## Formação da Terra-Lua

Posição Theia antes do grande acidente.

De acordo com a hipótese do grande impacto, a Lua foi formada depois de uma colisão entre dois objetos planetários coorbitais, Theia, com um tamanho similar e massa de Marte e da Terra (ou melhor, proto-Terra) - cujas órbitas foram perturbadas por outros planetas, depois de Theia ter estado em uma posição de troiano por milhões de anos.